# Washington State Patrol
Le Washington State Patrol (WSP) est le service de la police d'État de l'État de Washington aux États-Unis. L'agence a été fondée en 1921, elle employait alors 6 agents, affectés à la patrouille d'autoroute. L'agence a été nommée police d'état de l'état de Washington en juin 1933. En 1925, William Cole a été son premier directeur. Le directeur actuel est John R. Batiste.
Tout l'État du Washington est sous la juridiction du WSP, mais son autorité est limitée dans les réserves indiennes. Les agents du WSP sont appelés troupers, bien que plus rarement et familièrement « statères ».

## Organisation territoriale et structure
L'État de Washington a été divisé en 8 districts (voir cartes). Seattle abrite  le Special Weapons And Tactics chargé des missions à hauts risques.La Washington State Patrol dispose de laboratoires de police scientifiques  situés à Seattle, Tacoma, Marysville et Cheney, et de structures de médecine légale plus légères à  Vancouver, Kennewick et Tumwater.

## Armes de service
En 2013, l'arme de poing dotant les State Troopers est le Smith & Wesson M&P40. Sont également en service les Remington 870, AR-15  et HK MP5 (réservé aux membres du WSP SWAT).

## Véhicules

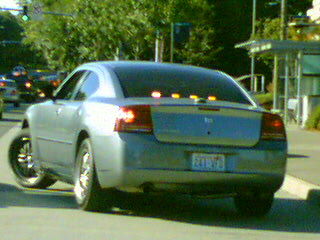
Dodge Charger banalisée du WSP.

Les voitures de patrouilles du WSP sont généralement de couleur blanche. Le WSP utilise beaucoup de Ford Crown Victoria, mais aussi des voitures de sport tels que la Camaro. Les véhicules les plus récents tels que la Chevrolet Impala et la Dodge Charger sont souvent affectées à la circulation et la patrouille d'autoroute. La plupart des voitures de patrouilles ont sur leurs deux portières avant un trait noir, avec au centre le logo du WSP, et avec écrit au-dessus Washington State Patrol, les marquages du WSP sont restés pratiquement inchangés depuis 1930. Les voitures ont presque toutes des gyrophares fixes sur le toit.  Certaines voitures de patrouille ont cette marque, mais n'ont néanmoins pas de gyrophares sur le toit. 

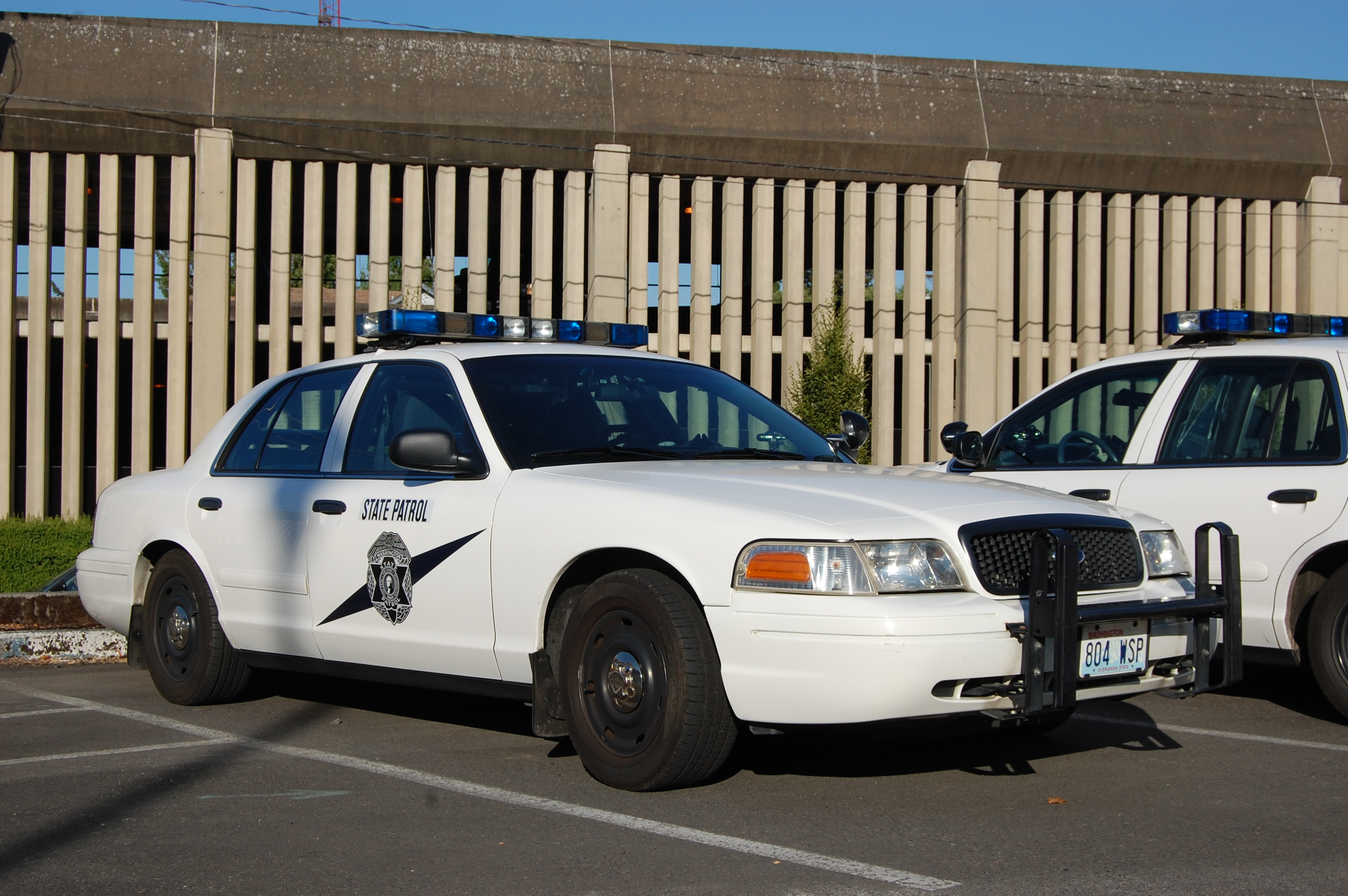
Ford Crown Victoria du WSP.

Les plaques d'immatriculation des véhicules du WSP commencent toujours par « XMT », le numéro de la voiture sera toujours celui de l'agent qui la conduit, précédé par WSP, par exemple, la voiture de patrouille de l'agent 115, sera la voiture WSP 115.
Les voitures du WSP sont souvent équipées de pare-buffles.
Les troopers du WSP patrouillent souvent à bicyclette, par exemple, sur le State Capitol Campus, le Capitol Lake, et les parcs de la région, souvent lors d'événements publics tels que (en) Lakefair.

## Avions
Le WSP a une section d'aviation dont le siège est à l'aéroport Olympia. La Section s'occupe du trafic aérien et d'autres services répressifs. Ils participent également à des missions de lutte antidrogue et des urgences médicales. On les appelle les « Smokey » sur la radio du WSP. Smokey 4 est le plus « connu ».

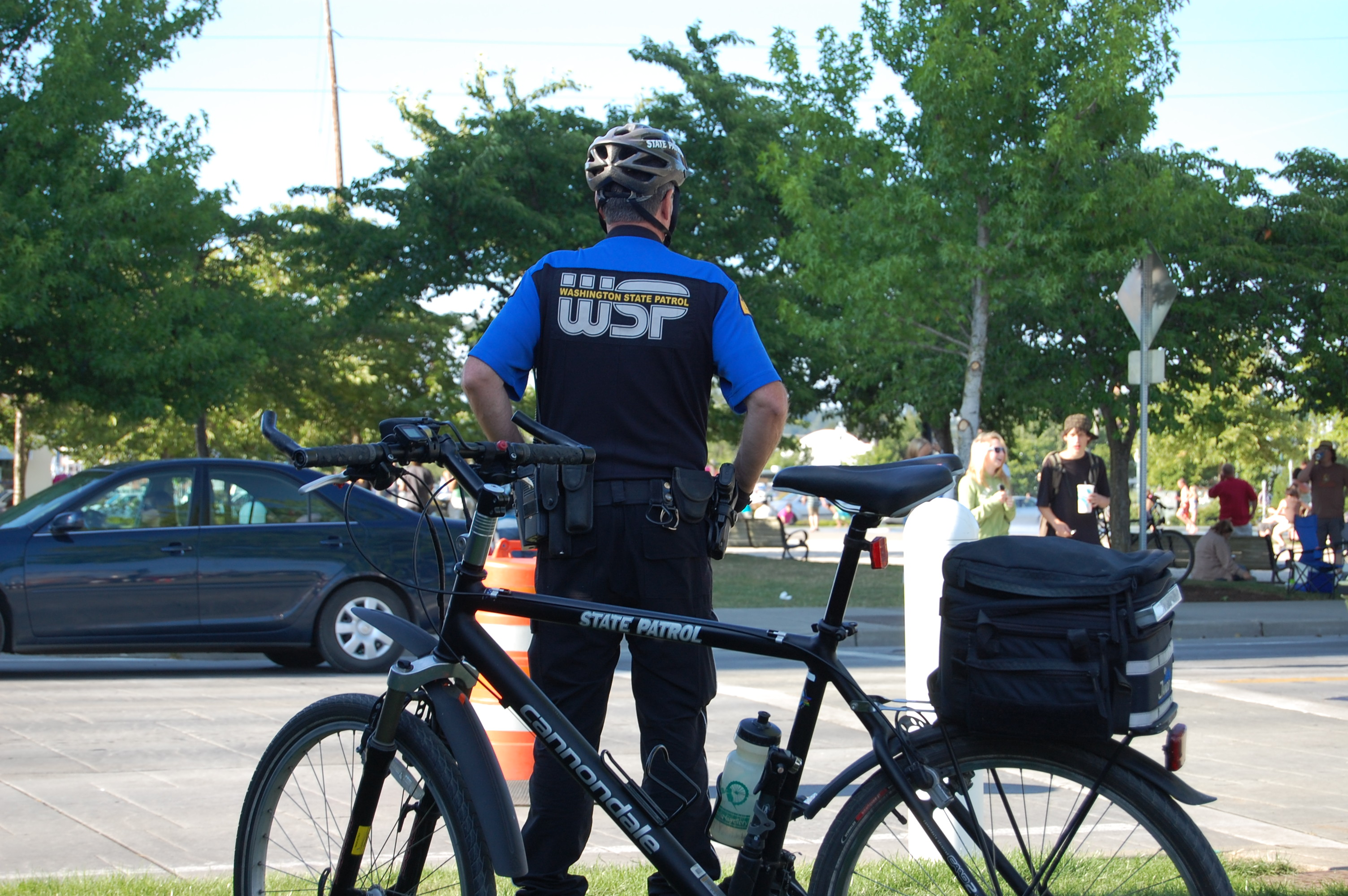
Trooper cycliste du WSP

## Grades
| Rang              | Insigne |
| ----------------- | ------- |
| Chef de la police |         |
| Deputy Chief      |         |
| Assistant au Chef |         |
| capitaine         |         |
| Lieutenant        |         |
| Sergent           |         |
| Caporal           |         |
| Trooper           |         |
| Cadet             |         |

## Culture populaire
Les membres de la WSP apparaissent dans les séries télévisées The Sentinel et True Justice .